# Xyloblaptus prosopidis
Xyloblaptus prosopidis är en skalbaggsart som beskrevs av Fisher 1950. Xyloblaptus prosopidis ingår i släktet Xyloblaptus och familjen kapuschongbaggar. Inga underarter finns listade i Catalogue of Life.